# Фрігг
Фріґґ (англ. Frigg) — газове родовище в Норвегії. Входить до Центрально-Європейського нафтогазового басейну.
Глибина залягання покладів 3900 м. Запаси 300 млрд м³. Відкрите 1971 року.

## Інтернет-ресурси
- Frigg Industrial Heritage [Архівовано 5 вересня 2009 у Wayback Machine.] - a website by the Norwegian Petroleum Museum, English version
- Frigg decommissioning - at the website of Total E&P Norge
- Frigg UK: 30 Years on [Архівовано 3 березня 2016 у Wayback Machine.]
- Frigg in Interactive Energy Map